# الكهف الأزرق (كاستيلوريزو)
الكهف الأزرق (باليونانية: Φώκιαλη)‏ هو أكثر مناطق الجذب شهرة في جزيرة كاستيلوريزو اليونانية، وهو سبب كافٍ لزيارة الجزيرة.